# Anna Zahradníková-Plešingrová
Anna Zahradníková-Plešingrová (13. března 1870 Čestín – 26. prosince 1935 Praha) byla česká spisovatelka a překladatelka.

## Životopis
Rodiče Anny: Jan Plešingr (1829–1902) katolický starosta z Čestína a Anna Plešingrová-Rajská (1843–1899). Sourozenci: Albertina Zemanová-Plešingerová (1864–1899), Adolf Plešinger (17. 6. 1866), Emil Plešinger (1868–1932) starosta Čestína, Augusta Plešingerová (1874–1905), Jan Plešinger (1875–1952) středoškolský profesor, katolický kněz, spisovatel, překladatel, Rudolf Plešinger (10. 1. 1877), Marie Plešingerová (30. 6. 1878) a Emilie Plešingerová (13. 1. 1880). Dcera Růžena Zahradníková-Brodská (1911–2000).
Manžel Bohumil Zahradník-Brodský – ministerský rada a spisovatel a do roku 1920 kněz (tajná svatba roku 1908). Spolu s manželem přestoupili roku 1920 do církve československé a poté do církve pravoslavné. Anna Zahradníková-Plešingrová (chybně uváděna jako Plešingerová), byla známa jako autorka drobné prózy, ale hlavně jako překladatelka z krásné literatury anglické. Byla členkou Máje a Syndikátu českých spisovatelů. Bydlela v Praze II na adrese Smečky 17.

## Dílo

### Překlady
- Berberská ovce: román a několik povídek z pouště – Robert Smythe Hichens. Praha: František Topič, 1917
- Jess: román z Transwaalu – napsal Henry Rider Haggard. Praha: nákladem Českomoravských podniků tiskařských a vydavatelských, 1919
- Muž z neznáma – Victor Bridges. Praha: Českomoravské podniky, 1924
- Osvobozený svět – Herbert George Wells. Praha: F. Topič, 1919
- Týž – Robert Smythe Hichens
- Černý pes – Robert Smythe Hichens
- Kouzelník z cizí země – H. Belford
- Exotické povídky – H. Belford
- Loď, která minula ... – Ronald Maclachlan[6]